# 保罗·博尔塞利诺
保罗·博尔塞利诺（1940年1月19日—1992年7月19日）是一名意大利反黑法官和裁判官。1992年7月19日，博爾塞利諾在帕勒莫，他母親的房子附近的Via D'Amelio被汽車炸彈炸死。此前不足两个月，他的朋友——另一名反黑法官乔瓦尼·法尔科内被暗杀。

## 生平和职业
保罗·博尔塞利诺出生于巴勒莫的一个中产阶级社区，他于1962年在巴勒莫大学取得法学学位，并获得荣誉毕业生称号。在大学期间，他是FUAN组织的一名成员，FUAN组织是隶属于意大利运动的右翼大学学生组织。保罗·博尔塞利诺在父亲去世后的1963年通过了司法考试。在接下来的年份里，他辗转西西里很多城市工作。1968年博尔塞利诺结婚，1975年他回到了自己的故乡——巴勒莫。在这里，他和Rocco Chinnici开始了他未能最终完成的事业——与西西里正在崛起的黑手党斗争。
1980年，他的成就斐然，其中包括逮捕了六个犯罪组织的成员。同一年，他的同事，隶属于卡宾枪骑兵的伊曼纽尔·巴西莱因为此事而被黑手党暗杀，也由于这件事，他受到了警方的保护。
在与黑手党斗争的年份里，他与乔瓦尼·法尔科内，Rocco Chinnici一起工作，调查黑手党，以及它与西西里和意大利政界和商界大亨的联系。后来，他成为了由Chinnici创建的 Antimafia Pool的一员。 Antimafia Pool是一个由工作内容相近的法官组成，它有利于法官们分享详细，分散责任同时保护成员成为孤立的报复目标。
它包括了Falcone, 博尔塞利诺, Giuseppe Di Lello和Leonardo Guarnotta
。
1983年， Rocco Chinnici在自己的车里被一枚炸弹杀害。于是，他在Antimafia Pool的位置被Antonino Caponnetto取代。1986年，博尔塞利诺成为了Marsala检察长，在这个Trapani人口最多的城市里，他继续自己与黑手党老板的战斗。同时，他与留在巴勒莫的乔瓦尼·法尔科内一起合作，这样他就能在整个西西西里进行调查。1987年，Caponnetto因为健康原因辞去在Antimafia的职务。博尔塞利诺积极提议由乔瓦尼·法尔科内接任，但是最终失败。
1992年，博尔塞利诺在巴勒莫被汽车炸弹杀害，此时距他的好朋友乔瓦尼·法尔科内的死不足两个月。于博尔塞利诺同时罹难的还有五名警察。2006年11月13日发行的时代周刊，将博尔塞利诺列为最近60年的英雄，这是对他的反黑审判工作的认可。事后，巴勒莫的国际机场被命名为法尔科内-博尔塞利诺机场，以纪念这两人。
1992年5月2日，在他最后一次电视采访中，博尔塞利诺声称Cosa Nostra的黑手党和意大利富有的商人，包括后来的总理有联系。